# Stepaniwka (rejon niżyński)
Stepaniwka (ukr. Степанівка) – wieś na Ukrainie, w obwodzie czernihowskim, w rejonie niżyńskim, w hromadzie Komariwka. W 2001 liczyła 586 mieszkańców, spośród których 583 wskazało jako ojczysty język ukraiński, a 3 rosyjski.